# مار و پله (مجموعه تلویزیونی)
مار و پله یک مجموعه تلویزیونی محصول سال ۱۳۸۵ به کارگردانی محسن یوسفی، نویسندگی جواد طالبی و تهیه‌کنندگی فاطمه سمرقندی می‌باشد که از شبکه دو پخش شد.

## خلاصه داستان
داستان فیلم «مار و پله»، روایتگر زندگی شخصی به نام شیوا پالیزی (با بازی زیبا بروفه) است. وی که کارشناس موفق و خبره امور مالیاتی است، با درایت به افشاگری فساد مالی یکی از مفسدین اقتصادی به نام شاهرخ (عبدالرضا اکبری) می‌پردازد. شاهرخ شروع به کارشکنی و ایجاد مشکل برای شیوا و خانواده اش می‌کند، از سوی دیگر شیوا متوجه حقیقتی تلخ می‌شود و آن هم اینست که همسرش یکی از متخلفان اقتصادی است. در سریال «مار و پله» این بار دانیال حکیمی نقش همسر بروفه را بازی می‌کند.
دانیال حکیمی در این مجموعه در نقش مردی که با ترفندهای خاص خودش سعی دارد از مالیات دادن فرار کند، در مواجهه با زنش که از اتفاق مأمور مالیاتی است، دچار تنش‌هایی در خانواده می‌شود که در این بستر داستان جذابی روایت می‌شود. دانیال حکیمی این بار با دخترش دنیا هم بازی شده‌است.

## بازیگران
- زیبا بروفه
- دانیال حکیمی
- رضا بنفشه‌خواه
- دایانا حکیمی
- عبدالرضا اکبری
- فخرالدین صدیق‌شریف
- شهره سلطانی
- شهرام قائدی
- عزیز هنرآموز
- گیتی معینی
- مهسا مهجور
- فرانک ترابی
- کوروش نبی زاده
- حسن خوانسار
- حبیب‌الله حداد
- حسن یگانه
- جابر غفاریان